# نیلی‌مگس‌گیر بزرگ
نیلی‌مگس‌گیر بزرگ (نام علمی: Niltava grandis) نام یک گونه از سرده نیلی‌مگس‌گیرها است.